# Et moderne Dækketøjsvaskeri
Et moderne Dækketøjsvaskeri er en dansk dokumentarisk stumfilm fra 1916 med ukendt instruktør. Filmen er optaget 11. marts 1916 på Dampvaskeriet Thor, der lå på Thoravej 7-11 i Københavns Nordvestkvarter, dengang kaldet Utterslev Mark.

## Handling
På Dampvaskeriet Thor vasker man dækketøj med moderne vaskerimaskiner. Efter vasken sorteres og rulles tøjet af vaskekoner.